# Вайс, Елена
Елена Вайс (исп. Elena Waiss Band; 21 октября 1909, Консепсьон, Чили — 22 мая 1988, Сантьяго) — чилийская пианистка и музыкальный педагог. Дочь пианистки и педагога Анны Банд, жена альтиста Золтана Фишера, мать пианистки Эдит Фишер и виолончелиста Эдгара Фишера.
Как пианистка находилась под влиянием Клаудио Аррау и дружила с ним. На протяжении 20 лет была пианисткой Симфонического оркестра Чили. В 1940 г. выступила одним из соучредителей Современной школы музыки в Сантьяго, где среди её учеников были Лионель Парти и Эна Бронштейн Бартон.
Елене Вайс принадлежит чрезвычайно популярная в Чили (30-е издание вышло в 1996 году) книга для детей «Мой друг фортепиано» (исп. Mi amigo el piano), написанное в соавторстве с Рене Аменгуалем учебное пособие «Мастера клавесина» (исп. Los maestros del clavecín; 1954, вторая часть 1961).